# 伊朗不信仰宗教的状况
在伊朗不信仰宗教（Irreligion in Iran）基本上不存在。因伊朗伊斯蘭共和國法律要求國民註冊信奉任何一類官方認可的宗教，即伊斯蘭教、拜火教、猶太教和基督教，否則不能享有公民權，因此無神論者、不可知論者或信奉其他宗教者都不會獲得伊朗政府承認其公民資格。2011年的普查中有265,899人沒有指明其宗教信仰（約為0.3%的伊朗總人口），但一般認為不信奉穆斯林的伊朗人口比統計的要更高。2012年華盛頓郵報報導伊朗是13個現存國家中其中一個會因為主張無神論而以叛教罪被判處死刑的國家。

## 參閱
- 伊朗宗教

## 外部連結
- AtheistIran （页面存档备份，存于）